# Cordyla gracilis
Cordyla gracilis är en tvåvingeart som beskrevs av Fisher 1938. Cordyla gracilis ingår i släktet Cordyla och familjen svampmyggor.
Artens utbredningsområde är Kalifornien. Inga underarter finns listade i Catalogue of Life.